# Jawaher bint Hamad Al Thani
La jequesa Jawaher bin Hamad Al Thani de Catar (n. en 1984), pertenece a la dinastía de los Al Thani por nacimiento y por matrimonio. El 25 de junio de 2013 su tío segundo, el entonces emir Hamad bin Jalifa Al Thani, anunció ante los miembros de la familia real y figuras prominentes de la sociedad catarí, su voluntad de abdicar en favor de su esposo y primo segundo Tamim.

## Biografía
Jawaher bin Hamad Al Thani, nacida en Doha, Catar, es hija del jeque Hamad bin Suhaim Al Thani (que fuera Ministro de Estado -sin cartera-) y de su primera esposa, la jequesa Hessa bint Ahmad Al Thani, hija a su vez del jeque Ahmad bin Saif Al Thani.
Al igual que su marido, el Emir, es tataranieta de Abdullah bin Jassim Al Thani, 3.º Emir de Catar.
Su nombre, Jawaher (o Jawahir) se traduce como "Joya".
Contrajo matrimonio con su primo segundo, el jeque Tamim bin Hamad Al Thani (entonces emir heredero de Catar), en el Palacio Al-Wajbah, en Doha, 8 de enero de 2005.
Son padres de cuatro hijos en común:
- Jequesa Almayassa.
- Jeque Hamad.
- Jequesa Aisha.
- Jeque Jassim.

Tamim tiene una segunda esposa, Anoud bint Mana Al Hajri, casados el 3 de marzo de 2009 en Doha. Son padres de cinco hijos: 
- Jequesa Nayla.
- Jeque Abdullah.
- Jequesa Rodha.
- Jeque Al-Qaqa.
- Jequesa Moza.

Tamim tiene una tercera esposa, Noora bint Hathal Al Dosari, casados el 25 de febrero de 2014. Son padres de cuatro hijos:
- Jeque Joaan.
- Jeque Mohammed.
- Jeque Fadh.
- Jequesa Hind.

Es una gran defensora e impulsora del deporte femenino. En 2010 creó un torneo de fútbol femenino con su nombre.
El 30 de mayo de 2021 obtuvo un máster en Administración y Dirección de Empresas por la Universidad de Catar, tras haberse graduado el año anterior. En su discurso, dirigió unas emotivas palabras a su esposo. 

“Después de Dios, Su Alteza me acredita en mi vida científica y práctica como esposa y madre. Gracias, Tamim bin Hamad”.

A nivel internacional, como consorte del Emir de Catar, hizo su debut en la visita de Estado que realizaron a España, los días 17 y 18 de mayo de 2022.
Asistió con el Emir al funeral de Isabel II del Reino Unido.
Asistió con el Emir a la coronación de los reyes Carlos III y Camila del Reino Unido.

## Patronazgos
- Patrona Jefe de la Fundación Hima.
- Patrona del Proyecto "El Pájaro de Mi País".

## Títulos y tratamientos
Esta tabla aún no está actualizada. Puedes contribuir aportando información sobre títulos y tratamientos de esta persona.

## Distinciones honoríficas
Extranjeras
- Dama Gran Cruz de la Orden de Isabel la Católica (Reino de España, 17/05/2022).[6]

## Ancestros
|  |                                                     |  |  |  |  |  |  |  |  |  |  |  |  |  |  |  |
|  | 16. Abdullah bin Jassim Al Thani, 3.º Emir de Catar |  |  |  |  |  |  |  |  |  |  |  |  |  |  |  |
|  |                                                     |  |  |  |  |  |  |  |  |  |  |  |  |  |  |  |
|  |                                                     |  |  |  |  |  |  |  |  |  |  |  |  |  |  |  |
|  | 8. Hamad bin Abdullah Al Thani                      |  |  |  |  |  |  |  |  |  |  |  |  |  |  |  |
|  |                                                     |  |  |  |  |  |  |  |  |  |  |  |  |  |  |  |
|  |                                                     |  |  |  |  |  |  |  |  |  |  |  |  |  |  |  |
|  | 17. Mariam bint Abdullah Al Attiyah                 |  |  |  |  |  |  |  |  |  |  |  |  |  |  |  |
|  |                                                     |  |  |  |  |  |  |  |  |  |  |  |  |  |  |  |
|  |                                                     |  |  |  |  |  |  |  |  |  |  |  |  |  |  |  |
|  | 4. Suhaim bin Hamad Al Thani                        |  |  |  |  |  |  |  |  |  |  |  |  |  |  |  |
|  |                                                     |  |  |  |  |  |  |  |  |  |  |  |  |  |  |  |
|  |                                                     |  |  |  |  |  |  |  |  |  |  |  |  |  |  |  |
|  | 18. Muhammad bin Jassim Al Thani                    |  |  |  |  |  |  |  |  |  |  |  |  |  |  |  |
|  |                                                     |  |  |  |  |  |  |  |  |  |  |  |  |  |  |  |
|  |                                                     |  |  |  |  |  |  |  |  |  |  |  |  |  |  |  |
|  | 9. Sarah bint Muhammad Al Thani                     |  |  |  |  |  |  |  |  |  |  |  |  |  |  |  |
|  |                                                     |  |  |  |  |  |  |  |  |  |  |  |  |  |  |  |
|  |                                                     |  |  |  |  |  |  |  |  |  |  |  |  |  |  |  |
|  | 2. Hamad bin Suhaim Al Thani                        |  |  |  |  |  |  |  |  |  |  |  |  |  |  |  |
|  |                                                     |  |  |  |  |  |  |  |  |  |  |  |  |  |  |  |
|  |                                                     |  |  |  |  |  |  |  |  |  |  |  |  |  |  |  |
|  | 10. Jassim Al Hassan Al Dosari                      |  |  |  |  |  |  |  |  |  |  |  |  |  |  |  |
|  |                                                     |  |  |  |  |  |  |  |  |  |  |  |  |  |  |  |
|  |                                                     |  |  |  |  |  |  |  |  |  |  |  |  |  |  |  |
|  | 5. Muna bint Jassim Al Hassan Al Dosari             |  |  |  |  |  |  |  |  |  |  |  |  |  |  |  |
|  |                                                     |  |  |  |  |  |  |  |  |  |  |  |  |  |  |  |
|  |                                                     |  |  |  |  |  |  |  |  |  |  |  |  |  |  |  |
|  | 1. Jawaher bint Hamad Al Thani                      |  |  |  |  |  |  |  |  |  |  |  |  |  |  |  |
|  |                                                     |  |  |  |  |  |  |  |  |  |  |  |  |  |  |  |
|  |                                                     |  |  |  |  |  |  |  |  |  |  |  |  |  |  |  |
|  | 12. Saif Al Thani                                   |  |  |  |  |  |  |  |  |  |  |  |  |  |  |  |
|  |                                                     |  |  |  |  |  |  |  |  |  |  |  |  |  |  |  |
|  |                                                     |  |  |  |  |  |  |  |  |  |  |  |  |  |  |  |
|  | 6. Ahmad bin Saif Al Thani                          |  |  |  |  |  |  |  |  |  |  |  |  |  |  |  |
|  |                                                     |  |  |  |  |  |  |  |  |  |  |  |  |  |  |  |
|  |                                                     |  |  |  |  |  |  |  |  |  |  |  |  |  |  |  |
|  | 3. Hessa bint Ahmad Al Thani                        |  |  |  |  |  |  |  |  |  |  |  |  |  |  |  |
|  |                                                     |  |  |  |  |  |  |  |  |  |  |  |  |  |  |  |
|  |                                                     |  |  |  |  |  |  |  |  |  |  |  |  |  |  |  |